# Günther Ullerich
Günther Ullerich (1928.) je bivši njemački hokejaš na travi.
Igrao je za Rot-Weiss iz Kölna.
Na hokejaškom turniru na Olimpijskim igrama 1952. u Helsinkiju je igrao za Njemačku, koja je ispala tijesnim porazom od 0:1 u četvrtini završnice od kasnije finalistice Nizozemske. 
Na hokejaškom turniru na Olimpijskim igrama 1956. u Melbourneu je igrao za ujedinjenu njemačku momčad, koja je na kraju osvojila brončano odličje. 
Na hokejaškom turniru na Olimpijskim igrama 1960. u Rimu je igrao za ujedinjenu njemačku momčad, koja je na kraju osvojila 7. mjesto, nakon što je u četvrtzavršnici tijesno izgubila s 1:2 od kasnijeg pobjednika Pakistana.

## Vanjske poveznice
- Profil na Sports Reference.com  Arhivirana inačica izvorne stranice od 13. prosinca 2012. (Wayback Machine)